# Dacelo
Dacelo és un gènere d'ocells de la subfamília dels halcionins (Halcyoninae) dins la família dels alcedínids (Alcedinidae). L'espècie més coneguda és el cucaburra (Dacelo novaeguineae), nom comú que es fa extensiu a la resta d'espècies. Habiten en zones d'Austràlia i Nova Guinea.

## Hàbitat
Es troben en hàbitats que van des de bosc humit fins a sabana àrida, així com en zones suburbanes amb arbres alts o prop d'aigua corrent. Tot i que pertanyen al grup més gran conegut com Alcedínids, els cucaburra no estan estretament associats amb l'aigua.

## Taxonomia
El gènere Dacelo va ser introduït pel zoòleg anglès William Elford Leach el 1815. L'espècie tipus és el cucaburra comú. El nom Dacelo és un anagrama d'alcedo, la paraula llatina per a un Alcedínid. Un estudi molecular publicat el 2017 va trobar que el gènere Dacelo, tal com es va definir llavors, era parafilètic. L'alció bec d'esclop va ser classificat prèviament en el gènere monotípic Clytoceyx, però va ser reclassificat en Dacelo basant-se en proves filogenètiques.
Segons la classificació del Congrés Ornitològic Internacional (versió 14.2, 2024) aquest gènere està format per 5 espècies:
- Cucaburra ventre-rogenc (Dacelo gaudichaud).
- Cucaburra alablau (Dacelo leachii).
- Cucaburra comú (Dacelo novaeguineae).
- Cucaburra escatós (Dacelo tyro).
- Alció bec d'esclop (Dacelo rex)